# Eugène Caillot
Pour les articles homonymes, voir Caillot.
Eugène Auguste Charles Caillot (Paris, 10 décembre 1866 - La Rochelle, 10 juillet 1938) est un historien, voyageur et compositeur français, spécialiste de la Polynésie.

## Biographie
Né dans le 3e arrondissement de Paris, Eugène Caillot, étudie au lycée Henri-IV, puis voyage en Norvège (1883) et revient à Paris pour suivre les cours  du Conservatoire de Paris (1890-1893) où il a pour maître Jules Duprato et Jules Massenet, qui restera son ami toute sa vie. Le 17 mars 1889, sa composition symphonique l'Ouverture de Thorolf est présentée au  Théâtre-Lyrique  puis en 1895, il compose un opéra en deux actes sur une musique de Fernand Jouteux dont quelques fragments sont auditionnés au Théâtre d'Application le 7 juin 1895.
En 1894, il étudie au Muséum d'histoire naturelle et en 1898 voyage au Japon. Il décide en 1899 de faire un tour du monde. Celui-ci durera trois ans. 
Ainsi, de mai à septembre 1900, il visite Tahiti, les Tuamotu et les Marquises et rassemble alors une importante documentation qui lui permettra de publier dès 1909, ses premiers ouvrages sur l'histoire de la Polynésie. Remarquant le déclin de la culture polynésienne dû au contact avec les européens, il condamne le système colonial. 
Médaillé d'or de la Société de géographie de Paris après ce premier tour du monde, il repart dans le Pacifique en avril 1912 et y reste jusqu’en juin 1913. Il y mène des recherches, collecte du matériel ethnographique et prend de nombreux clichés photographiques. Il consacre ses prochains ouvrages aux mythes, légendes et traditions de la Polynésie. 
Ses collections sont conservées depuis 1949 au Musée de l'Homme.

## Publications
- Les Polynésiens orientaux au contact de la civilisation, 1909
- Histoire de la Polynésie orientale, 1910
- Mythes, légendes et traditions des Polynésiens, 1914
- Histoire de l'île Oparo ou Rapa, 1932